# Ольбрахт Радзивілл (1558—1592)
Ольбрахт Радзивілл (пол. Albrecht Radziwiłł; 8 березня 1558 — 13 червня 1592) — державний, військовий і політичний діяч Великого князівства Литовського в Речі Посполитій. Представник княжого роду Радзивіллів гербу Труби. Перший ординат на Клецьку.

## Біографія
Син Миколая Радзивілла «Чорного» та його дружини Ельжбети Шидловецької, брат Станіслава, кардинала Юрія та Миколи Христофора «Сирітки» Радзивіллів.
В дитинстві перебував під опікою стрия Миколи «Рудого». Початкову освіту здобув під керівництвом педагогів-кальвіністів у Несвіжі. Після переходу під опіку старшого брата Миколи «Сирітки» був ним зі значним оршаком висланий для навчання за кордон. Разом з братами Юрієм та Станіславом записався для навчання в університеті Липська 1570 р. Навчався 3 роки, у 1571—1572 р. записався як поляк. В лютому 1573 познайомились з гугенотом Жаном де Пуа де Сешелем — агентом французького двору, який збирався до Польщі агітувати серед шляхти різних визнань за кандидатуру Генріха Валуа. Під впливом брата Миколи «Сирітки» разом з братами Юрієм, Станіславом у Вільному перед Пасхою 1574 р. перейшли на католицизм, склавши обітницю Пйотру Скарзі.
Через епідемію в Кракові в 2-й половині 1591 р. перебував біля короля у Вісьліці, Яновці. Разом з кількома сенаторами підписав у Яновці лист до шляхти, в якому осторожно вказувалось на нелегальність з'їздів шляхти в Хмільнику та Радомі.
Брав участь в перемовинах щодо одруження короля з Анною Габсбург (була горбатою) з цісарем у Празі (виїхав з Кракова 21 лютого 1592, підписав 17 квітня уклад про весілля). Замість короля був присутнім на церемонії зашлюбин 3 травня в базиліці св. Августина у Відні. Потім супроводжував дружину короля до Кракова. 30-31 травня брав участь в урочистій церемонії шлюбу королівської пари та коронації Анни Австріячки. За ці заслуги отримав від короля державлення у Віштині (Ковенський повіт, 25 травня 1592) в доживоття.
Невдовзі після повернення з Відня захворів та помер у Кракові. Єзуїти (П.Скарґа, Велевіцкі) підозрювали, що причиною смерті була якась «алхімічна наливка», яку дав випити аріянин, краківський підкоморій Станіслав Ціковскі. За останньою волею О.Радзивілла, тіло було перевезене до Вільного, було поховане в єзуїтському костелі св. Яна 17 (26) січня 1593 р.

## Посади
Староста ковенський, румборський, луцький, маршалок народовий литовський (від 1579), маршалок великий литовський (від 1586), перший ординат в Клецьку з 1586 р., Олиці та Несвіжі.

## Сім'я
- Дружина (∞ 12 січня 1586): Анна Кеттлер (1567–1617) — донька Готтгарда Кеттлера, герцога Курляндії і Семигалії.
- Діти:

Ян-Ольбрахт Радзивілл (1591–1626) — литовський князь, 2-й ординат Клецький.
- Доньки:

Анна Радзивіл — померла до досягнення повноліття.
Катерина Радзивілл — померла до досягнення повноліття.
Барбара Радзивіл (1590–1614) ∞ Миколай Кішка (?—1644), воєвода дерптський.

## Меценат
- мурований парафіяльний костел, шпиталь для убогих у Клецьку (1590 р.)
- орган, великий (ймовірно, головний) вівтар (костел єзуїтів у Вільному)
- дерев'яні костели св. Юрія в Суботниках, в Лаздунах (філіяльний для парафії в Суботниках)